# Paranormal Activity 4
Paranormal Activity 4 es una película de terror sobrenatural de metraje encontrado estadounidense de 2012, dirigida por Henry Joost y Ariel Schulman, y escrita por Zack Estrin. La película cuenta con Katie Featherston, protagonista de la primera película (Paranormal Activity), y que apareció en los otros dos filmes. La película fue estrenada en los cines IMAX. Es la cuarta entrega de la serie Paranormal Activity y una secuela de Paranormal Activity 2, cinco años después. Paranormal Activity se convirtió en un éxito de taquilla.  El estreno de la película fue el 17 de octubre de 2012 en Reino Unido, el 18 de octubre de 2012 en  Argentina y Chile y el 19 de octubre de 2012 en Estados Unidos, Canadá, Brasil, Colombia, Venezuela, México y España.

## Argumento
En octubre de 2006, Kristi Rey y su esposo Daniel son asesinados por su hermana Katie, poseída por un demonio, quien luego secuestra al hijo de un año de Kristi, Hunter. Sólo Ali, la hija de Daniel, que estaba en un viaje escolar, sobrevive a los hechos.
En noviembre de 2011, Alex Nelson (Kathryn Newton) estaba filmando a su hermano Wyatt Nelson (Aiden Lovekamp) jugando al fútbol, cuando apunta con la cámara hacia un lado de la cancha y observa a Robbie Featherston (Brady Allen) parado, mirando el partido, que era el niño que se había mudado al vecindario recientemente y tenía una apariencia muy misteriosa. Cuando iban de regreso a casa en el coche, Alex seguía filmando, pero apunta hacia atrás y ve a Robbie caminando de vuelta. El mismo día a la noche, los padres de Alex salieron a cenar con Wyatt. Alex se quedó con su novio Ben (Matt Shively). Al rato, Alex le muestra su casa del árbol en el jardín. Allí descubren que Robbie estaba dentro. Ben quedó desconcertado y no entendía por qué estaba allí y Alex lo lleva de vuelta a su casa al otro lado de la calle Alex hace una péqueña canción acerca de Robbie, en su cuarto. En las primeras horas de la mañana siguiente, Alex oye una ambulancia fuera a la casa de Robbie. Ese día, Robbie vuelve a la casa después de que la mamá de Alex, Holly Nelson (Alexondra Lee) se ofreció a cuidar de él durante unos días, mientras que la madre de Robbie es llevada al hospital. Más tarde, Alex encuentra Wyatt y Robbie en su casa del árbol hablando con un amigo invisible de Robbie. Robbie se queda un rato en el cuarto de Alex, hablando sobre su vida.
Por la noche, Wyatt jugaba multijugador con Kinect solo, mientras que Robbie estaba sentado en el sofá. Ben le pregunta quién está jugando con Wyatt y Robbie responde "mi amigo invisible", el mismo de la casa del árbol diciendo que se llama Tobby (amigo invisible en Paranormal Activity 3). Ben apaga las luces y graba con una cámara nocturna, con los puntos de seguimiento del Kinect. Mientras Alex, Ben y Wyatt bailaban en la oscuridad, Robbie se sienta en el sofá, donde la cámara detecta una figura desconocida en movimiento junto a él.
Al día siguiente, Ben le muestra a Alex que su laptop registró automáticamente su vídeo-chat. En medio de la noche, mientras Alex dormía, Robbie entró y durmió a su lado. Desconcertado por su extraño comportamiento, Ben ofrece la instalación de laptops alrededor de la casa para registrar cualquier cosa fuera de lo normal. Durante los próximos días, la laptop registra varios sucesos extraños en la casa, incluyendo Robbie despertar en el medio de la noche para hablar con la TV, Robbie y Wyatt persiguiendo la silueta de una figura de un niño pequeño por toda la casa, etc. Robbie le dibuja un extraño símbolo en la espalda de Wyatt, que Alex descubre posteriormente que es un símbolo de un culto antiguo (apareció por primera vez en Paranormal Activity 3).
Una noche, Alex se da cuenta de que varios coches negros estaban en la casa de Robbie, y va a investigar cuando descubre que varias mujeres con trajes negro entraban a la casa. Ella se enfrenta a una de estas mujeres y huye corriendo. Al día siguiente, Alex está sola en casa, y escucha ruidos extraños; los sigue hasta el pasillo, donde El Candelabro se cae del techo y se estrella contra el suelo casi matándola. Asustada ella voltea mirando a la escalera y se da cuenta de que Robbie la estaba mirando desde arriba. Ella lo sigue hasta la habitación y le pregunta si él había estado todo el tiempo en la casa. Aunque su padre Doug Nelson (Stephen Dunham) culpa a los instaladores de luz, Alex sospechaba de Robbie.
Al otro día, Alex ve a los niños cruzando la calle para entrar a la casa del Robbie. Alex los sigue y descubre que la madre de Robbie, Katie Featherston (Katie Featherston) estaba en casa de nuevo, y que aparentemente no muestra signos de enfermedad. Wyatt le dice a Alex que Katie le dijo que era adoptado, como Robbie. Alex le pregunta a sus padres sobre los verdaderos padres de Wyatt pero se niegan a responder. Más tarde, esa noche, Wyatt comienza a hablar a una figura invisible, y la misma le decía que su nombre en realidad era Hunter y Wyatt insistía en que su nombre no es ese. Durante esta conversación, una figura se acerca a él, pero es interrumpido cuando su padre Doug baja las escaleras y le pregunta a Wyatt si tuvo una pesadilla y lo lleva de regreso a la cama.
Una noche, cuando Wyatt estaba en la bañera y mirando dibujos con su laptop, su madre Holly sale del baño para contestar el teléfono, dejando al niño en la bañera. De pronto, una fuerza invisible lo tira violentamente bajo el agua, donde permanece durante unos minutos. Wyatt reaparece momentos después, donde estaba tranquilo y sosegado. A partir de entonces él dice que su nombre es Hunter Rey. Esa noche, Holly, su mamá, le da unos calmantes a Alex para que pueda dormir porque creía que estaba muy estresada. Cuando ella ya estaba plenamente dormida, su hermano entra a su habitación y la ve dormir mientras ella, acostada, comienza a levitar.
Al día siguiente, la mamá de Alex, estaba sola, y comienza a escuchar ruidos extraños. Katie entró poseída a la casa sin ser detectada y subió las escaleras. Cuando la mama va a la sala por los ruidos que escuchó, una entidad invisible de repente comienza a tirar libros que estaban colocados en estantes de una biblioteca. Asustada, la misma la agarra de los brazos y la lanza violentamente contra las paredes, y la deja caer en el suelo causándole la muerte. Katie baja y se lleva el cuerpo. Ben más tarde llega y descubre que nadie está en casa. Él va a ver las imágenes en la habitación de Alex, pero Katie aparece parada detrás de él, lo agarra del cuello y se lo quiebra también causando su muerte.
Alex y su padre llegan, y creen ver a Holly con Wyatt caminando hacia la casa de Katie. Él los va a buscar, mientras que Alex regresa a su casa y llama a Ben por teléfono. Cuando escucha el sonido del teléfono móvil de Ben en su ropero y se acerca a ver a su novio, es violentamente empujada fuera del lugar. Intenta levantarse pero es arrastrada por la entidad. Luego, huye corriendo de su casa en dirección a la casa de Katie para advertirle a su padre, pero Alex ve a su padre que lo arrastran violentamente a través de la casa. Ella corre a una habitación en el otro extremo de la casa, pero no puede encontrar a su padre. Alex escucha a Wyatt llamándola. Cuando se da la vuelta para ir a buscarlo, aparece Katie con un aspecto demoníaco y corre hacia ella hasta la misma habitación. Después, escucha demonios gritando a Alex. Rápidamente sale de la ventana donde descubre afuera a Wyatt de pie. Ella le ruega huir, pero él se quedó parado con su cara pálida, al igual que mucha gente que aparece en el jardín de Katie. Alex corre hacia al otro lado y es atacada por Katie, antes que la cámara se apague. Los cuerpos de Alex y Doug fueron descubiertos al día siguiente y se desconoce el paradero de Katie y Wyatt.
En una escena pós-créditos, se puede observar una persona filmando con una cámara en las calles de México cuando entra a una tienda que parece estar vacía, se puede observar objetos de rituales y satánicas cuando es sorprendido por una mujer mayor vestida de negro y le dice que se vaya, que esto es solo el comienzo y que no ha terminado.

## Reparto
- Kathryn Newton es Alex Nelson.
- Aiden Lovekamp es Wyatt Nelson/Hunter Rey.
- Katie Featherston es Katie Featherston.
- Brady Allen es Robbie Featherston.
- Alexondra Lee es Holly Nelson.
- Matt Shively es Ben.
- Stephen Dunham es Doug Nelson.
- TAJ es Agnes el gato.
- Georgica Pettus es Sarah Degloshi.
- Alisha Boe es Tara.
- Brandon Eggertsen es Derek.
- Sprague Grayden es Kristi Rey/Kristi Featherston. (cameo mediante el final de Paranormal Activity 2)
- Brian Boland es Daniel Rey. (cameo mediante el final de Paranormal Activity 2)

## Doblaje (Latinoamérica)
- Christine Byrd como Alex Nelson.
- Abdeel Silva como Wyatt Nelson/Hunter Rey.
- Carola Vázquez como Katie Featherston.
- Laura Ayala como Holly Nelson.
- Eduardo Garza como Ben.
- Daniel del Roble como Doug Nelson.
- Leyla Rangel como Kristi Rey/Kristi Featherston. (cameo mediante el final de Paranormal Activity 2)

## Doblaje (España)
- Sara Heras como Alex Nelson.
- David Medrano como Wyatt Nelson/Hunter Rey.
- Noemí Bayarri como Katie Featherston.
- Emma Cifuentes como Holly Nelson
- Carlos Larios como Ben.
- Angel Morón como Doug Nelson.
- Adelaida López como Kristi Rey/Kristi Featherston. (cameo mediante el final de Paranormal Activity 2)

## Producción
Paramount Pictures anunció el 2 de enero de 2012, que Paranormal Activity 4 estaba en obra. La información sobre los personajes habían sido raros, afirmando que Brady Allen fue llamado a desempeñar un personaje llamado Robbie. Katie Featherston repitiendo su papel como Katie, todavía poseída desde el final de las dos primeras películas. Del resto del reparto y los personajes que aparecieron en la película se mantuvieron muy bien en secreto para que los fanes que no sepan la trama. Henry Joost, Ariel Schulman y volvió a dirigir la película.
El 23 de junio de 2012, se confirmó que la cuarta película comenzó el rodaje. Un tráiler se estrenó el 3 de agosto en frente de Total recall (2012). El primer tráiler fue lanzado el 1 de agosto de 2012.
El tráiler mostró que la película es una secuela de Paranormal activity 2, siguiendo la historia de Katie y Hunter poseído, secuestrado desde el final de la segunda película. La película también contó con una técnica nueva de susto, material de archivo que se muestra desde una laptop en un chat de vídeo, que los directores consideraron que competir con el fan cam de la película anterior y que debido a que es la tecnología conocida fue "construido para una película de terror". La película también contó con la Kinect, Macbook, teléfonos inteligentes y un XA10 Canon.

## Marketing y estreno

### Estreno
El 30 de octubre de 2012, la película llegó a recaudar 53 millones de dólares estadounidenses en Estados Unidos y 48,3 millones en otros países, para un total mundial de $131,9 millones de dólares estadounidenses.
Paranormal activity 4 no funcionó tan bien como Paranormal activity 2 o Paranormal activity 3, ya que debutó con 9 millones en proyecciones de medianoche. Eso hizo que fuera la tercera película de terror más alta en recaudación en la medianoche, por arriba de sus predecesoras, Paranormal activity 3 (8 millones de dólares) y Paranormal activity 2 (6,3 millones). Con los pasos de los días ;millones en su primer fin de semana.

### Recepción crítica
La película ha recibido críticas generalmente negativas de los críticos de cine. En Rotten Tomatoes la película mantiene un índice de aprobación del 25 % basado en 91 comentarios, con una puntuación media de 4.3/10, indicando críticas negativas. En Metacritic la película tiene una puntuación de 40 sobre 100, basado en 22 comentarios, indicando "mixtos". Drew McWeeny dio a la película una C+, diciendo que mientras él sentía que la película "fue a lo seguro", él todavía encontró que la película fue vergonzosa. Shaun Munro también reaccionó negativamente, diciendo que sentía que la película sólo se disfrutan los "die-hard" fanes de las películas anteriores de la franquicia. Ryan Lambie reaccionó negativamente, dando a la película una calificación de 2/5, y diciendo que la película no introdujo nuevas ideas. Scott Weinberg dio una revisión positiva, diciendo que había "un buen rato" en la película, sin embargo también consideró que la película probablemente sólo ser disfrutado por los fanes de las películas anteriores. Fred Topel también dio una revisión positiva, diciendo que la película incluye iconografía de algunas películas clásicas de terror.

## Secuela
El 21 de octubre de 2012, Paramount confirmó los planes para una quinta película de la serie, prevista para octubre de 2013. A mediados de julio de 2013, se anunció que la fecha de lanzamiento se ha pospuesto hasta el 3 de enero de 2014. Katie Featherson volverá a repetir su papel de Katie y Oren Peli también volverá a ser productor, como lo hizo en Paranormal Activity.

## Errores en la película
- Cuando Katie va corriendo hacia Alex con una cara demoniaca, primero se le ve con una camisa negra, después Alex cierra la puerta y Katie la destruye, pero ahora tiene una camisa blanca.
- Cuando Alex está hablando con Ben antes de salir de la casa para que ella le mostrara el "castillo" del patio, tenía el pelo con rulos; después se la ve bajando de la casa del árbol con el pelo lacio.